# باركاروتا
بلدية باركاروتا (بالإسبانية: Barcarrota)‏, هي إحدى بلديات مقاطعة بطليوس, التي تقع في منطقة إكستريمادورا, والتي تقع في غرب إسبانيا.
يبلغ عدد سكانها 3.616 نسمة وفقاً لإحصائية سنة (2002).

## توأمة
لباركاروتا اتفاقيات توأمة مع:
- برادنتون

## أعلام
- إرناندو دي سوتو